# Taralu
Der Taralu ist ein osttimoresischer Berg im Verwaltungsamt Bobonaro (Gemeinde Bobonaro). Er hat eine Höhe von 1974 m und liegt an der Grenze zwischen den Aldeias Lo’o Dasi (Suco Colimau) und Aimeta (Suco Cota Bo’ot). Er gehört zu einem Ausläufer der Ramelau-Berge, der durch die Mitte der Aldeia Lo’o Dasi bis nach Aimeta verläuft.
Nordöstlich benachbart liegt der Gueroaben (2118 m), südwestlich der Lolo Tolemau (1731 m). Am Hang im Südosten liegt das Dorf Polo.